# Blagoja Georgijevszki
Blagoja Georgijevszki, cirill írással: Благоја Георгиевски (Szkopje, 1950. október 15. – Szkopje, 2020. január 29.) olimpiai és Európa-bajnoki ezüstérmes jugoszláv-macedón kosárlabdázó.

## Pályafutása
1968 és 1984 között a szkopjei KK Rabotnički kosárlabdázója volt. 1971 és 1976 között szerepelt a jugoszláv válogatottban. Az 1971-es Európa-bajnokságon és az 1976-os montréali olimpián ezüstérmet szerzett a csapattal.
2020. január 29-én Szkopjében közlekedési baleset áldozata lett.

## Sikerei, díjai
Jugoszlávia
- Olimpiai játékok
  - ezüstérmes: 1976, Montréal
- Európa-bajnokság
  - ezüstérmes: 1971, NSZK